# 嘉山 (新潟市)
嘉山（かやま）は、新潟県新潟市北区の町字。現行行政地名は嘉山一丁目から嘉山六丁目と大字嘉山。住居表示は一丁目から六丁目は実施済み区域、大字は未実施区域。郵便番号は950-3322。

## 概要
1889年（明治22年）から現在の大字。及び1977年（昭和52年）から現在の町名。
新井郷川上流域に位置する。
もとは1877年（明治10年）から1889年（明治22年）まであった嘉山村の区域の一部で、1877年（明治10年）に下興野上新田、市島請新田が合併して成立した。
白新線開通前までは葛塚に隣接している地域と新井郷川沿いに集落を形成している程度であったが、開通後は神山線(現県道55号、旧称県道葛塚停車場山倉線)整備やそれに伴う宅地造成により、豊栄南運動公園・豊栄総合体育館以北まで市街地化された。

### 隣接する町字
北から東回り順に、以下の町字と隣接する。
南部（嘉山一丁目～六丁目・豊栄南運動公園・豊栄総合体育館　側）
- 葛塚
- 東栄町
- 前新田
- 新鼻
- 内沼
- 浦木

※ 新井郷川を挟んで上土地亀、美里、川西と隣接。
北西部（北区郷土博物館側）
- 葛塚
- 太田
- 朝日町
- 東栄町

北東部（新潟市立葛塚東小学校東側）
- 太田
- 前新田
- 東栄町
- 朝日町

## 歴史
市島請新田（いちしまうけしんでん）
江戸時代から1877年（明治10年）までの新田名。宝暦年間から文化年間にかけての十三人請負開発により成立。
下興野上新田（しもごうやかみしんでん）
江戸時代から1877年（明治10年）までの新田名。新井郷川上流域に位置する。
享保年間の新発田藩による福島潟開発により成立。1737年（元文2年）に検地が実施された。
幕末に下興野上新田古料（しもごうやかみしんでんこりょう）と下興野上新田新料（しもごうやかみしんでんしんりょう）に分かれたが、1877年（明治10年）にともに嘉山村の一部となる。

### 分立した町字
1889年（明治22年）以後に、以下の町字が分立。
東栄町（とうえいちょう）
1977年（昭和52年）に分立した町字。位置は前新田･県道264号･県道55号の内側。
この分立により東栄町を挟んで南北に二分されている。
朝日町（あさひまち）
1979年（昭和54年）に分立した町字。
位置は法花鳥屋集落の南側、新潟中央環状線･県道264号･メタセコイア通りの内側。
この分立により東栄町を挟んで南北に二分されたうちの北側が葛塚東小学校を挟んで更に東西に二分されている。

### 年表
- 1877年（明治10年） : 下興野上新田、市島請新田が合併して嘉山村が成立。
- 1889年（明治22年）4月1日 : 合併により嘉山村の大字となる。
- 1901年（明治34年）11月1日 : 合併により葛塚町の大字となる。
- 1955年（昭和30年）3月31日 : 合併により豊栄町の大字となる。
- 1970年（昭和45年）11月1日 : 豊栄町が市制を施行したため、豊栄市の大字となる。
- 2005年（平成17年）3月21日 : 合併により新潟市の大字となる。
- 2007年（平成19年）4月1日 : 新潟市の政令指定都市移行により、北区の大字となる。

## 世帯数と人口
2018年（平成30年）1月31日現在の世帯数と人口は以下の通りである。
| 大字・丁目 | 世帯数    | 人口    |
| ---------- | --------- | ------- |
| 嘉山       | 346世帯   | 971人   |
| 嘉山一丁目 | 47世帯    | 117人   |
| 嘉山二丁目 | 133世帯   | 313人   |
| 嘉山三丁目 | 167世帯   | 460人   |
| 嘉山四丁目 | 247世帯   | 690人   |
| 嘉山五丁目 | 76世帯    | 194人   |
| 嘉山六丁目 | 102世帯   | 245人   |
| 計         | 1,118世帯 | 2,990人 |

## 小・中学校の学区
市立小・中学校に通う場合、学区は以下の通りとなる。
| 大字・丁目 | 番地                                                            | 小学校               | 中学校             |
| ---------- | --------------------------------------------------------------- | -------------------- | ------------------ |
| 嘉山       | 243番地2～801番地                                               | 新潟市立葛塚小学校   | 新潟市立光晴中学校 |
| 嘉山       | 56番地3～58番地4 152番地 2150番地～2195番地9 2201番地～2329番地 | 新潟市立葛塚東小学校 | 新潟市立葛塚中学校 |
| 嘉山一丁目 | 1番16〜17号 2番2号                                              | 新潟市立葛塚東小学校 | 新潟市立葛塚中学校 |
| 嘉山一丁目 | 1番8〜9号・32～38号 2番18～51号 3～6番                          | 新潟市立葛塚小学校   | 新潟市立光晴中学校 |
| 嘉山二丁目 | 5〜6番、8番 10番12号                                            | 新潟市立葛塚小学校   | 新潟市立光晴中学校 |
| 嘉山二丁目 | 1～4番、9番 10番1～8号・18～20号                                | 新潟市立葛塚東小学校 | 新潟市立葛塚中学校 |
| 嘉山三丁目 | 1番1号～3番29号 11〜12番                                        | 新潟市立葛塚東小学校 | 新潟市立葛塚中学校 |
| 嘉山三丁目 | 4～10番                                                         | 新潟市立葛塚小学校   | 新潟市立光晴中学校 |
| 嘉山四丁目 | 全域                                                            | 新潟市立葛塚小学校   | 新潟市立光晴中学校 |
| 嘉山五丁目 | 全域                                                            | 新潟市立葛塚小学校   | 新潟市立光晴中学校 |
| 嘉山六丁目 | 全域                                                            | 新潟市立葛塚小学校   | 新潟市立光晴中学校 |

## 主な企業・施設
- 新潟市北区郷土博物館
- 新潟市豊栄総合体育館
- 豊栄南運動公園

## 交通

### 道路
- 新潟県道46号新潟中央環状線
- 新潟県道55号新潟五泉間瀬線
- 新潟県道264号豊栄天王線